# Hilaire Kédigui
Hilaire Kédigui (ur. 19 sierpnia 1982 w Ndżamenie) – czadyjski piłkarz grający na pozycji lewego pomocnika. W swojej karierze rozegrał 24 mecze i strzelił 4 gole w reprezentacji Czadu.

## Kariera klubowa
Swoją karierę Kédigui rozpoczął w klubie Tourbillon FC. W 2003 roku zadebiutował w jego barwach w pierwszej lidze czadyjskiej. W sezonie 2008 zdobył z nim Puchar Czadu, a w sezonie 2009 został wicemistrzem kraju. W sezonie 2009/2010 grał w gabońskim AS Mangasport, z którym został wicemistrzem Gabonu. W sezonie 2010/2011 występował w innym gabońskim klubie, US Bitam. W latach 2011–2014 był zawodnikiem Gazelle FC. W sezonie 2012 wywalczył z nim mistrzostwo Czadu. W latach 2015–2016 występował w Foullah Edifice FC, w którym zakończył karierę.

## Kariera reprezentacyjna
W reprezentacji Czadu Kédigui zadebiutował 8 października 2006 roku w przegranym 1:3 meczu kwalifikacji do Pucharu Narodów Afryki 2008 z Kongiem. Od 2006 do 2015 wystąpił w kadrze narodowej 24 razy i strzelił 4 gole.